# 古德爾冰川
85°35′S 156°24′W / 85.583°S 156.400°W
古德爾冰川（英語：Goodale Glacier），是南極洲的冰川，位於阿蒙森海岸，處於梅迪納峰西部，屬於毛德王后山脈的一部分，由美國探險隊發現和繪入地圖，現時由南極條約體系管理。